# رادو آلبوت
 رادو آلبوت (انگلیسی: Radu Albot؛ زادهٔ ۱۱ نوامبر ۱۹۸۹) یک تنیس‌باز اهل مولداوی است.